# 가울테리아속
가울테리아속(학명: Gaultheria)은 진달래과에 속하는 약 283종의 관목으로 이루어진 속이다. 이 이름은 1748년에 스웨덴의 식물학자인 페르 칼름이 부여하였고, 칼 폰 린네가 그의 저서 《식물의 종》(Species Plantarum)에서 채택한 퀘벡의 장 프랑수아 고티에를 기념하기 위해 명명되었다. 이 식물은 아시아, 오스트랄라시아, 북미 및 남미가 원산지이다. 과거에는 남반구의 종들을 별도의 페르네티야속(Pernettya)으로 취급하는 경우가 많았지만 일관되고 신뢰할 수 있는 형태적 또는 유전적 차이가 없어서 현재는 단일 속인 가울테리아속으로 통합되었다.

## 같이 보기
- 진달래과